# Enagás
Enagás est une entreprise espagnole cotée à l'Ibex 35.